# Bauhinia kleiniana
Bauhinia kleiniana är en ärtväxtart som beskrevs av Arturo Erhardo Erardo Burkart. Bauhinia kleiniana ingår i släktet Bauhinia och familjen ärtväxter. Inga underarter finns listade i Catalogue of Life.